# Selbstversenkung der dänischen Flotte
Die Selbstversenkung der dänischen Flotte (dänisch Flådens sænkning) am 29. August 1943 war eine militärische Operation der dänischen Marine. Ziel war es, eine Übernahme dänischer Flotteneinheiten durch die deutsche Kriegsmarine zu verhindern.

## Vorgeschichte
Im Rahmen des Unternehmens Weserübung wurde Dänemark am 9. April 1940 durch die deutsche Wehrmacht besetzt. Gemäß einem Übereinkommen (dem ein deutsches Ultimatum mit der Androhung der Zerstörung Kopenhagens und weiterer Städte durch die Luftwaffe vorausgegangen war) zwischen der deutschen und der dänischen Regierung sollte letztere die Verhältnisse im Land selbst regeln und die Wehrmacht lediglich den Schutz der dänischen Neutralität übernehmen. Das dänische Heer und die dänische Marine sollten, auf Friedensstärke abgerüstet, erhalten bleiben.
Die Flotte wurde zunächst aufgelegt. Am 10. Mai trat der Chef der dänischen Marine, Vizeadmiral Hjalmar Rechnitzer, von seinem Posten zurück, nachdem ihm das Marineoffizierkorps das Vertrauen wegen seines Verhaltens vor, während und nach der deutschen Invasion entzogen hatte. Die Führung der Marine übernahm Konteradmiral Emmanuel Briand de Crèvecoeur. Dann forderte die Besatzungsmacht von der dänischen Marine, die eigenen Minensperren in den dänischen Gewässern zu räumen. Während die Flottenführung die Minen in den von Ost nach West verlaufenden Fahrwassern beseitigte, lehnte sie eine Räumung der Sperren in den von Nord nach Süd verlaufenden Fahrwassern als mit der Neutralität unvereinbare Unterstützung des deutschen Seekrieges gegen Großbritannien jedoch ab. Schiffe der Marine übernahmen ab Oktober 1940 auch die von Deutschland geforderte Bewachung der Øresundgrenze nach Schweden.
Die deutsche Kriegsmarine hätte die Einheiten der dänischen Flotte gern sofort selbst übernommen, sie wünschte wenigstens eine intensive Zusammenarbeit beider Marinen. Die dänische Seite, besonders der Marineattaché in Berlin Kommandørkaptajn Frits A. Kjølsen, beschränkte die Kontakte auf das geringstmögliche Maß. Deutschland verlangte deshalb seine Abberufung, die zum 30. September 1941 erfolgte.
Im Januar 1941 forderte das Deutsche Reich von Dänemark die Übergabe von sechs Torpedobooten. Nach langen diplomatischen Verhandlungen wurden am 5. Februar 1941 sechs abgerüstete und unbewaffnete Boote an Deutschland übergeben. König Christian X. missbilligte die Übergabe und befahl, am 5. Februar die Rigets flag auf der Sixtus-Bastion im Hafen von Kopenhagen und die Flaggen auf Schloss Amalienborg halbmast zu setzen. Alle Schiffe der Flotte und viele Handelsschiffe folgten diesem Beispiel, als der Schleppzug der übergebenen Boote den Hafen verließ.
Dem Marinekommando war klar, dass Deutschland eventuell mit militärischer Gewalt versuchen würde, die Flotte in seinen Besitz zu bringen. Unter dem neuen Marinechef, seit dem 1. September 1941 Konteradmiral Aage Helgesen Vedel, wurden aus diesem Grund ab 1942 Sprengladungen in sämtliche Schiffe eingebaut und Verhaltensregeln für den Fall eines deutschen Angriffs auf die Flotte erlassen.
Die Verhaltensregeln für den Fall eines Angriffs auf die Flotte sahen vor:
- die Schiffe sollen versuchen, neutrale (schwedische) Gewässer zu erreichen,
- falls dies nicht möglich ist, sollen die Schiffe selbst versenkt werden,
- weder Schiffe noch Waffen, Gerät und sonstige Einrichtungen sollen brauchbar in deutsche Hände fallen.

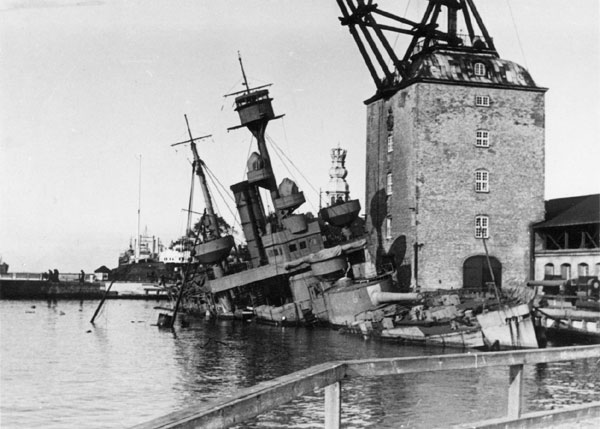
Das Küstenpanzerschiff Peder Skram nach der Versenkung

## Verlauf

### Versenkung
Im Sommer 1943 verdichteten sich die Anzeichen dafür, dass Deutschland die dänische Flotte mit Gewalt in seinen Besitz bringen wollte. Die politische Situation spitzte sich zu, und ein Ende der Zusammenarbeitspolitik war abzusehen. Am 27. August 1943 verlangte der Reichsbevollmächtigte für Dänemark, Werner Best, von der dänischen Regierung die Verhängung des Ausnahmezustandes. Die Regierung lehnte ab und trat am 28. August zurück.
In den Abendstunden des 27. August wurde im Marineministerium die politische Lage erörtert und der Versenkungsbefehl ausgearbeitet. Der Befehl wurde am 28. August um 19.30 Uhr an die Flotte ausgegeben. Schiffe und Boote, die innerhalb von 15 Minuten seeklar und gefechtsbereit sein konnten, sollten auf das Signal AGF (Flaggensignal, bei Nacht Laternensignal) hin den Ausbruch nach Schweden beginnen. Auf den Schiffen war volle Gefechtsbereitschaft herzustellen und die Rettungsmittel an die Besatzungen auszugeben. Auf das Signal KNU (Flaggen-, Laternen- und Funksignal) hin sollten alle Schiffe in den Häfen die Selbstversenkung einleiten und in See befindliche Einheiten versuchen, schwedische Gewässer zu erreichen.
Am Morgen des 29. August 1943 gegen vier Uhr begannen deutsche Einheiten mit der Besetzung des Marinehafens von Kopenhagen (Unternehmen Safari). Um 4.08 Uhr wurde das Signal KNU gegeben, und um 4.13 Uhr detonierten die ersten Sprengladungen. Eine halbe Stunde später war die Flotte auf den Grund des Hafens gesunken, und die einrückenden Deutschen konnten nur noch Wracks übernehmen.
In anderen Häfen liegende Marineeinheiten wurden ebenfalls versenkt, einige Schiffe durch die deutschen Truppen erobert.
Nur das Torpedoboot Havkatten (auf Patrouille im Øresund), drei Minensucher und 9 kleinere Schiffe konnten in das neutrale Schweden entkommen. Die Schiffe liefen die Häfen von Landskrona, Malmö und Trelleborg an. Zwei weitere Schiffe befanden sich in Grönland.

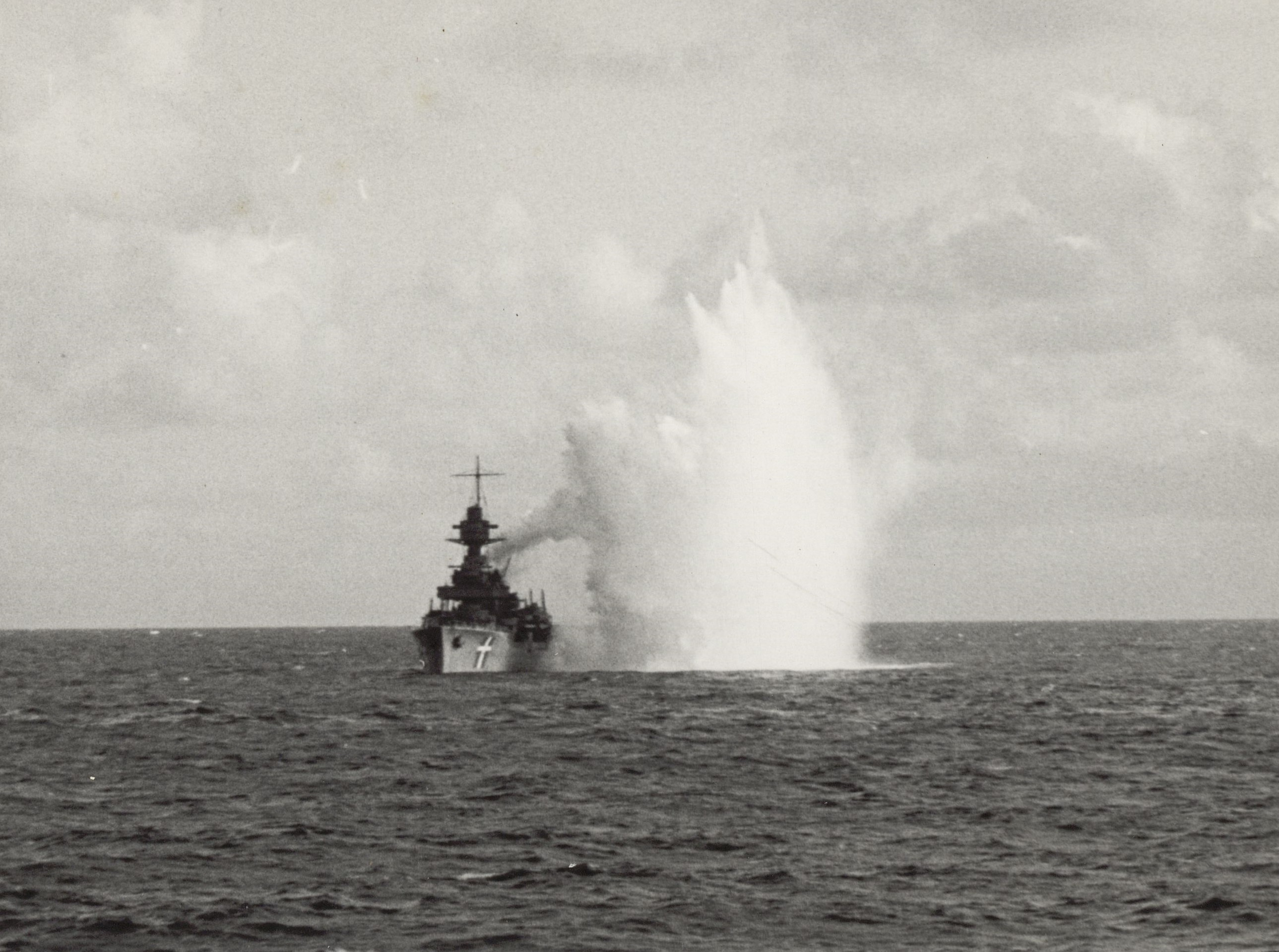
Das Küstenpanzerschiff Niels Juel wird von deutschen Fliegern angegriffen.

### Gefecht im Isefjord
Das größte aktive Schiff der dänischen Marine, das Küstenpanzerschiff (dän.: Artilleriskib) Niels Juel, befand sich am 29. August 1943 auf Ausbildungsfahrt in innerdänischen Gewässern. Das Funksignal KNU erreichte die Niels Juel im Hafen von Holbæk. Der Kommandant, Kommandørkaptajn Carl Westermann, entschloss sich, den Durchbruch nach Schweden zu wagen. Das Flaggschiff der königlichen Marine sollte weder versenkt werden noch den Deutschen in die Hände fallen.
Nachdem das Schiff um 5:50 Uhr abgelegt und mit Schlepperhilfe den Hafen verlassen hatte, wurde die volle Gefechtsbereitschaft hergestellt, die Besatzung bezog ihre Gefechtsstationen. Das Auslaufen der Niels Juel wurde jedoch um 8:30 Uhr durch ein deutsches Beobachtungsflugzeug bemerkt und dem Hauptquartier gemeldet, aber auch an Bord hatte man die Maschine bemerkt.
Das Schiff lief mit äußerster Fahrt nordwärts, um schnellstmöglich das Kattegat und freies Wasser zu erreichen. Am Ausgang des Isefjords sichtete die Niels Juel deutsche Kriegsschiffe, einen (Hilfs-)Minenleger und zwei Torpedoboote. Deutsche Flugzeuge umkreisten das Schiff. Der 1. Artillerieoffizier plädierte dafür, die deutschen Schiffe anzugreifen, Kapitän Westermann glaubte jedoch nicht, dass sich Deutschland und Dänemark im Kriegszustand befinden, und wollte der deutschen Kriegsmarine den ersten Schuss überlassen.
Dem Kommandanten fehlten aktuelle Informationen zur Lage in Dänemark – ein Umstand, der sich für das Schiff verhängnisvoll auswirken sollte. Nach dem ersten deutschen Angriff der deutschen Flugzeuge um 8:55 Uhr mit Bomben und Bordwaffen wechselte die Niels Juel den Kurs südwärts. Beim nächsten Angriff um 9:35 Uhr wurde das Feuer durch die Schiffsflak erwidert und ein Flugzeug getroffen. Das Panzerschiff begann vor Hundested zu kreuzen, während die Führung auf Informationen vom Marinekommando wartete. Drei weitere Luftangriffe folgten. Beim dritten Angriff mit Bomben und Maschinenwaffen fielen auf der Niels Juel die Stromversorgung und beide Feuerleitanlagen aus, so dass sie nicht mehr kampffähig war.
Während des Gefechts wurde der Geschützführer einer 40-mm-Flak, Artillerikvartermester (Bootsmann) K. E. Andreasen, tödlich getroffen.
Ein Kurier des Marinekommandos kam an Bord und überbrachte neue Befehle: Da außerhalb der Mündung des Isefjords Minen ausgelegt wurden und sich dort starke deutsche Marineeinheiten befinden, soll Niels Juel ankern und weitere Instruktionen abwarten. Die Befehle waren dem dänischen Marineoberbefehlshaber, Vizeadmiral Vedel, vom deutschen Marinebefehlshaber in Dänemark, Vizeadmiral Wurmbach, unter starkem Druck nahegelegt worden.
Westermann entschied, die neuen Befehle nicht zu befolgen, sondern sein Schiff um 11 Uhr südlich von Nykøbing am Westufer des Fjords auf Grund zu setzen und alle Waffen, Einrichtungen und Maschinen unbrauchbar zu machen. Erst als ein deutsches Kommando in den frühen Morgenstunden des folgenden Tages mit zwei Schnellbooten längsseits anlegte und an Bord ging, befahl der dänische Kommandant, die Flagge niederzuholen. Anschließend begab sich die Besatzung in die deutsche Internierung.

### Nachspiel
Die nach Schweden entkommenen Einheiten wurden nach Karlskrona überführt und nach einem offiziell als Flottenbesuch deklarierten vierzehntägigen Aufenthalt interniert. Ab 1944 bildeten die Schiffe die dänische Flottille, die im Mai 1945 nach Dänemark zurückkehrte.
Die versenkten Schiffe wurden zum Teil gehoben, instand gesetzt und durch die deutsche Kriegsmarine verwendet.